# Can Castellà (Vallgorguina)
Can Castellà és una masia al terme municipal de Vallgorguina (Vallès Oriental) catalogada a l'Inventari del Patrimoni Arquitectònic de Catalunya. Aquesta masia es troba enmig de camps de conreu que fins ara eren cultivats, però que darrerament han estat abandonats, ja que a casa és inhabitable, ja que degut a les humitats ha caigut una part. Actualment solament hi ha l'entrada, una cuina i una habitació. La resta està en ruïnes. Els amos no la volen restaurar.
És una masia de planta rectangular que consta de planta baixa i pis. La coberta és a dues vessants. La façana és de composició simètrica, amb una portalada d'arc de mig punt de pedra, amb dovelles. A sobre hi ha un finestral d'arc conopial. Les altres finestres són més simples, encara que n'hi ha una altra d'arc conopial.